# Особняк Згорської
Особняк Згорської — будинок у Києві, щойно виявлена пам'ятка архітектури. Був зведений на початку XX століття і знесений у 2011 році. Розташовувався у Шевченківському районі, за адресою вулиця Юрія Іллєнка, 51.

## Історія
Первісно будинок був флігелем садиби, яка належала дворянці Олені Згорській. За твердженням києвознавця Михайла Кальницького, він був зведений на початку XX століття. Двоповерховий флігель, оздоблений у стилі модерн, розміщувався у глибині ділянки, а на червону лінію вулиці виходив старіший одноповерховий чільний будинок, знесений у липні 1979 року.

## Знесення
30 жовтня 2008 року Київрада вирішила віддати ділянку на розі вулиць Юрія Іллєнка (тоді — Мельникова) та Довнара-Запольського посольству Казахстану для будівництва адміністративної будівлі, в якій би розташовувалися резиденція Посла Казахстану та торгово-економічна місія.
На початку квітня 2011 року будинок знесли, хоча, за твердженням тодішнього головного архітектора Києва Сергій Целовальника, забудовник (львівська компанія «Інтергал-Буд», кінцевий бенефіціар — Володимир Зубик) мала зберегти фасад старого будинку і вбудувати його в новий. Також Сергій Целовальник стверджував, що у міськради були заперечення щодо проекту новобудови, які замовник будівництва мав виправити, тому міськрада не давала дозволу на будівництво. Головне управління охорони культурної спадщини заявило, що знесений будинок з 2008 року перебував на державному обліку щойно виявлених об'єктів культурної спадщини, і що з управлінням ніхто не погоджував ані знесення пам'ятки, ані будівництво нової будівлі на її місці.
Знесення будинку Згорської засудив архітектор Георгій Духовичний:
|  | Це була цінна будівля. Раніше ця місцевість не входила в межі Києва і багаті люди будували тут особняки в стилі арт-нуво. Мабуть, це була остання споруда, яка вціліла в цьому районі, всі інші вже там знесені. Тепер немає і її. |

Заступник прокурора Києва у вересні 2011 року подав протест щодо рішення Київради передати забудовнику земельну ділянку, на якій стояв особняк, проте Київрада відхилила цей протест, зазначивши, що «нежилий будинок на вул. Мельникова, 51 не занесений до Державного реєстру нерухомих пам'яток України», а відтак не є об'єктом культурної спадщини.

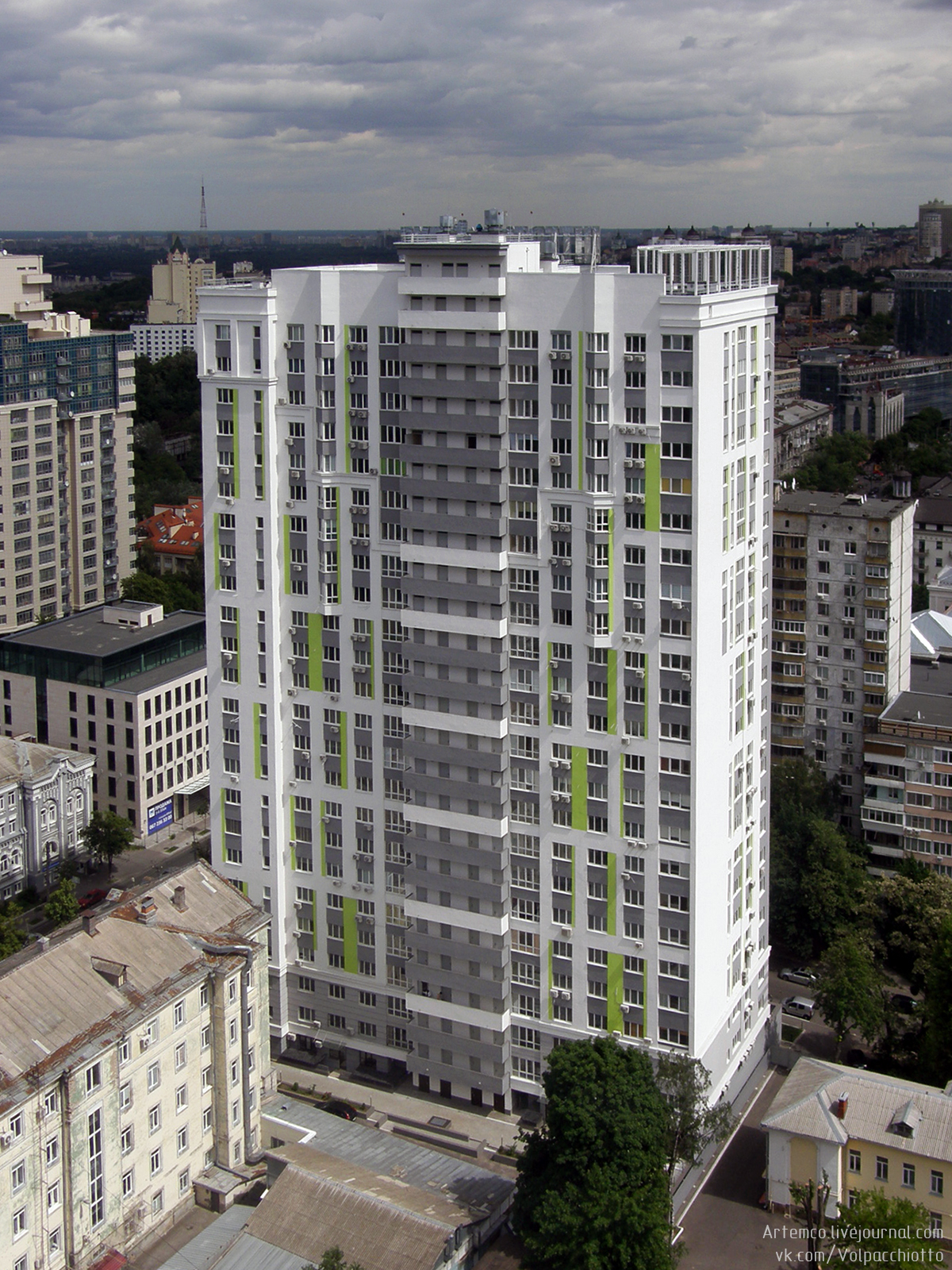
житловий будинок «Лук'янівський», побудований на місці особняка

У 2017 році компанія-забудовник «Інтергал-Буд» звела на місці зруйнованого особняка Згорської 24-поверховий житловий комплекс «Лук'янівський».

## Цікаві факти
Особняк Згорської побіжно згадується у книзі Богдана Образа «Київ — Париж (У пошуках застиглого часу)».